# Alejo Corral
Alejo Corral (n. 11 de septiembre de 1981) es un exjugador de rugby nacido en San Isidro (Buenos Aires), Argentina pero que se educó y creció representando a Uruguay, unión con la que disputó más de 50 test-matches internacionales, incluyendo la RWC 2015. Jugó la mayor parte de su carrera en el San Isidro Club, integrando el plantel superior desde el año 2003 y hasta 2015. Es hermano menor de Estanislao y Matías Corral, destacados primeras líneas del club de Boulogne y Los Pumas respectivamente. Los tres hermanos son pilares izquierdos. 

## Biografía
Alejo se inició en el rugby jugando en el San Isidro Club en 1987, en su etapa infantil. En 1995, aún en sus estudios primarios, mientras su hermano Matías disputaba la Copa del Mundo, su familia se radicó en Punta del Este, Uruguay, donde continuó jugando al rugby defendiendo los colores de Los Lobos Marinos, club del cual fue socio fundador. Allí fue entrenado por Pablo Lemoine, más tarde compañero y nuevamente entrenador en el seleccionado.
En 1999, tuvo que dejar el club puntaesteño, dado que se disolvió la categoría que por edad le correspondía. Como consecuencia de ello, fue invitado a jugar en Old Boys Club de Montevideo; debuta en primera división en el año 2000, de la mano de Pedro Bordaberry, entrenador por aquel entonces. Ese mismo año, recibió su primera citación para el seleccionado juvenil, situación inesperada por ser argentino de nacimiento, pero que a su vez, los estatutos de la IRB permitían por los derechos de formación.
En 2003 regresó al San Isidro Club, sumándose al equipo de M-22 y debutando en primera división en 2005, frente a Atlético del Rosario. Ese mismo año tuvo la oportunidad de realizar una experiencia profesional, representando a la Unione Rugby Sannio, de Italia, regresando en 2007 nuevamente al SIC, donde se mantuvo jugando hasta 2015 y logrando terminar sus estudios universitarios, interrumpidos por su ida a Italia. Con el SIC logró los campeonatos de la URBA en 2010 y 2011, además del Nacional de Clubes de 2008. También, suma seis derbis jugados contra el CASI en Primera División, donde solo perdió dos. En 2013, integró el plantel de Sudamérica XV que enfrentó a Inglaterra en el Estadio Charrúa, en la gira sudamericana del selecciondo inglés. En 2015 sobre el final de su carrera, participó en la Rugby World Cup 2015.

## Selección nacional
Debutó en el Seleccionado juvenil, en el sudamericano de Paraguay, en 2001.
Con Los Teros, debutó en 2005 frente a Portugal, en Estoril, por la Copa Intercontinental. En 2006 y 2007 forma parte del proceso que no consigue la clasificación a la Rugby World Cup 2007. En 2009 retorna, luego de casi dos años de ausencia para el proceso de preparación de la primera etapa de clasificación, que culminó con la serie frente a Estados Unidos a fines de 2009. En 2010, asume como head coach Gonzalo Camardón y nuevamente es convocado para el Cross Border, el Sudamericano, la Churchill Cup y la segunda etapa de clasificación a la RWC 2011, frente a Kazajistán y Rumania respectivamente. En 2011, ya con Lemoine como entrenador, fue citado para el Sudamericano que se disputó en Iguazú, Misiones y para la gira Europea correspondiente a la ventana internacional de noviembre de la World Rugby, la cual fue muy positiva porque luego de enfrentar a Portugal y España lograron terminar el 2011 como el equipo no mundialista, mejor clasificado. En 2012, disputó el Sudamericano, la Nations Cup y la Americas Rugby Championship, obteniendo gratificantes resultados en todos los torneos. En 2013 la primera prueba fue nuevamente el Sudamericano clasificatorio para la RWC 2015, y la Tbilisi Cup. En 2014, participó de la Nations Cup y de las series clasificatorias al Mundial 2015 enfrentando a EE. UU., Hong Kong y Rusia, logrando la clasificación. Fue pieza clave en el Sudamericano donde se coronaron campeones invictos. En 2015, culminó su carrera, participando del Sudamericano siendo campeón del torneo, la Tbilisi Cup, las serie contra Argentina y Japón, y finalmente siendo parte de la RWC 2015, justo 20 años después de su hermano Matías, quien participó en el Mundial de rugby de 1995. De los 55 Test-Matches que disputó, ganó 19, perdió 34 y empató 2.

## Palmarés

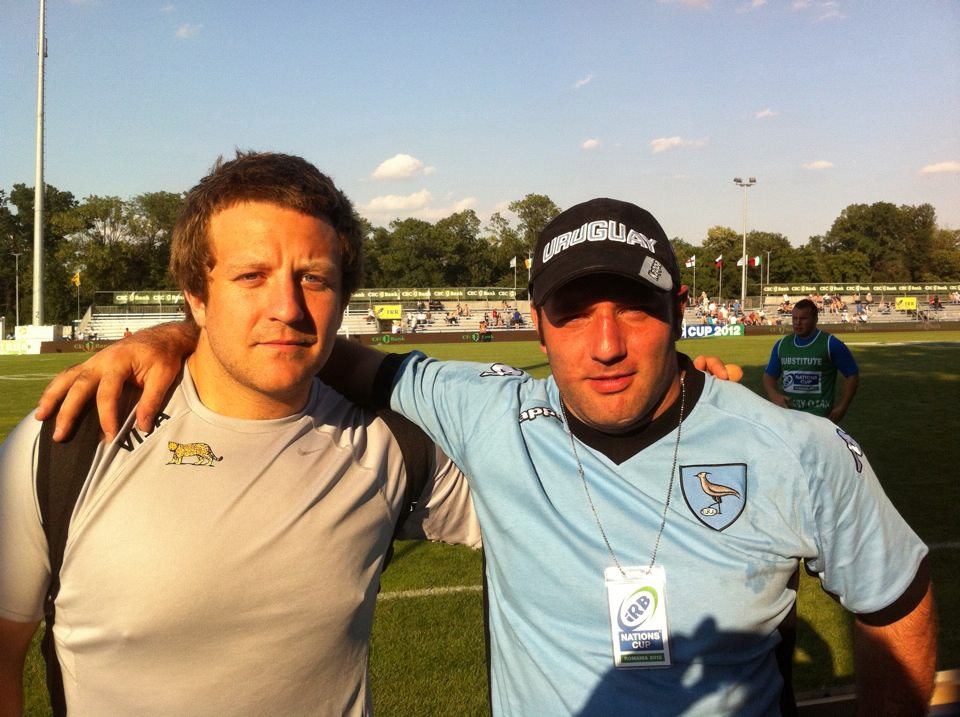
Piccinini y Corral, en el Stadionul Arcul de Triumf, en Rumania 2012

### Títulos internacionales
| Título       | Unión | Sede     | Año  |
| ------------ | ----- | -------- | ---- |
| Sudamericano | URU   | Rotativa | 2014 |

### Títulos Locales
| Título             | Club            | País      | Año  |
| ------------------ | --------------- | --------- | ---- |
| Torneo Charlie Cat | Old Boys        | Uruguay   | 2002 |
| Copa Quesada       | San Isidro Club | Argentina | 2004 |
| Nacional de Clubes | San Isidro Club | Argentina | 2008 |
| Copa Toyota        | San Isidro Club | Argentina | 2009 |
| URBA Top-14        | San Isidro Club | Argentina | 2010 |
| URBA Top-14        | San Isidro Club | Argentina | 2011 |
| Copa Corrientes    | San Isidro Club | Argentina | 2013 |
| Seven de Olivos    | San Isidro Club | Argentina | 2015 |

## Participación en Los Teros
Selección juvenil
- Sudamericano de Rugby M21: 2001 y 2002.

Selección mayor
- RWC: Inglaterra 2015
- URU Cup: 2015
- Tbilisi Cup: 2013 y 2015
- Américas Cup: 2012
- Nations Cup: 2012 y 2014
- Torneo Argentino: 2012[14]
- Ventana World Rugby: 2011, 2012, 2013 y 2015
- Sudamericano: 2010, 2011, 2012,[15] 2013,[16] 2014 y 2015
- RWC fase de clasificación: 2009, 2010, 2013 y 2014
- Churchill Cup: 2010
- Cross Border: 2009, 2010 y 2011
- Copa Intercontinental: 2005

### Encuentros Internacionales
| Test-Matches | Test-Matches   | Test-Matches | Test-Matches | Test-Matches               | Test-Matches        | Test-Matches                   | Test-Matches       | Test-Matches |
|              | Rival          | Resultado    | Fecha        | Lugar                      | Motivo              | Estadio                        | Entrenador         |              |
| ------------ | -------------- | ------------ | ------------ | -------------------------- | ------------------- | ------------------------------ | ------------------ | ------------ |
| 1            | Portugal       | 6-20         | 12/11/05     | Estoril, Portugal          | Ventana IRB         | António Coimbra da Mota        | Sebastián Piñeyrúa |              |
| 2            | Estados Unidos | 22-27        | 14/11/09     | Montevideo, Uruguay        | QRWC 2011           | Estadio Charrúa                | Felipe Puig        |              |
| 3            | Estados Unidos | 6-27         | 21/11/09     | Florida, Estados Unidos    | QRWC 2011           | Fort Lauderdale Stadium        | Felipe Puig        |              |
| 4            | Brasil         | 26-10        | 13/05/10     | Santiago, Chile            | Sudamericano        | CARR de la Reina               | Gonzalo Camardón   |              |
| 5            | Paraguay       | 47-14        | 16/05/10     | Santiago, Chile            | Sudamericano        | CARR de la Reina               | Gonzalo Camardón   |              |
| 6            | Chile          | 36-19        | 19/05/10     | Santiago, Chile            | Sudamericano        | CARR de la Reina               | Gonzalo Camardón   |              |
| 7            | Argentina      | 0-38         | 21/05/10     | Santiago, Chile            | Sudamericano        | CARR de la Reina               | Gonzalo Camardón   |              |
| 8            | Canadá         | 6-48         | 05/06/10     | Denver, Estados Unidos     | Churchill Cup       | Infinity Park Stadium          | Gonzalo Camardón   |              |
| 9            | Francia        | 10-43        | 09/06/10     | Denver, Estados Unidos     | Churchill Cup       | Infinity Park Stadium          | Gonzalo Camardón   |              |
| 10           | Rusia          | 19-38        | 19/06/10     | Nueva York, Estados Unidos | Churchill Cup       | Red Bull Arena                 | Gonzalo Camardón   |              |
| 11           | Kazajistán     | 44-7         | 17/07/10     | Montevideo, Uruguay        | QRWC 2011           | Estadio Charrúa                | Gonzalo Camardón   |              |
| 12           | Rumania        | 21-21        | 13/11/10     | Montevideo, Uruguay        | QRWC 2011           | Estadio Charrúa                | Gonzalo Camardón   |              |
| 13           | Rumania        | 12-39        | 27/11/10     | Bucarest, Rumania          | QRWC 2011           | Arcul de Triumf                | Gonzalo Camardón   |              |
| 14           | Paraguay       | 102-6        | 14/05/11     | Iguazú, Argentina          | Sudamericano        | Cataratas Rugby Club           | Pablo Lemoine      |              |
| 15           | Brasil         | 39-18        | 17/05/11     | Iguazú, Argentina          | Sudamericano        | Cataratas Rugby Club           | Pablo Lemoine      |              |
| 16           | Chile          | 18-21        | 20/05/11     | Iguazú, Argentina          | Sudamericano        | Cataratas Rugby Club           | Pablo Lemoine      |              |
| 17           | Portugal       | 16-9         | 13/11/11     | Caldas da Rainha, Portugal | Ventana IRB         | Estadio Municipal              | Pablo Lemoine      |              |
| 18           | España         | 13-16        | 19/11/11     | Madrid, España             | Ventana IRB         | Estadio Nacional Complutense   | Pablo Lemoine      |              |
| 19           | Chile          | 27-26        | 23/05/12     | Santiago, Chile            | Sudamericano        | CARR de la Reina               | Pablo Lemoine      |              |
| 20           | Rumania        | 9-29         | 08/06/12     | Bucarest, Rumania          | Nations Cup         | Arcul de Triumf                | Pablo Lemoine      |              |
| 21           | Rusia          | 13-19        | 12/06/12     | Bucarest, Rumania          | Nations Cup         | Arcul de Triumf                | Pablo Lemoine      |              |
| 22           | Portugal       | 35-7         | 17/06/12     | Bucarest, Rumania          | Nations Cup         | Arcul de Triumf                | Pablo Lemoine      |              |
| 23           | Canadá         | 10-28        | 12/10/12     | Victoria, Canadá           | Américas Cup        | Westhills Arena                | Pablo Lemoine      |              |
| 24           | Argentina      | 10-21        | 16/10/12     | Victoria, Canadá           | Américas Cup        | Westhills Arena                | Pablo Lemoine      |              |
| 25           | Estados Unidos | 26-8         | 20/10/12     | Victoria, Canadá           | Américas Cup        | Westhills Arena                | Pablo Lemoine      |              |
| 26           | Portugal       | 27-32        | 11/11/12     | Montevideo, Uruguay        | Ventana IRB         | Carrasco Polo Club             | Pablo Lemoine      |              |
| 27           | Argentina      | 18-29        | 27/04/13     | Montevideo, Uruguay        | Sudamericano        | Estadio Charrúa                | Pablo Lemoine      |              |
| 28           | Brasil         | 58-7         | 01/05/13     | Montevideo, Uruguay        | SA-QRWC 2015        | Estadio Charrúa                | Pablo Lemoine      |              |
| 29           | Chile          | 23-9         | 04/05/13     | Montevideo, Uruguay        | SA-QRWC 2015        | Estadio Charrúa                | Pablo Lemoine      |              |
| (-)          | Inglaterra     | 21-41        | 02/06/13     | Montevideo, Uruguay        | Sudamérica XV       | Estadio Charrúa                | Pablo Lemoine      |              |
| 30           | Sudáfrica      | 9-37         | 07/06/13     | Tbilisi, Georgia           | Tbilisi Cup         | Avchala Stadium                | Pablo Lemoine      |              |
| 31           | Georgia        | 3-27         | 11/06/13     | Tbilisi, Georgia           | Tbilisi Cup         | Avchala Stadium                | Pablo Lemoine      |              |
| 32           | Irlanda        | 33-42        | 16/06/13     | Tbilisi, Georgia           | Tbilisi Cup         | Avchala Stadium                | Pablo Lemoine      |              |
| 33           | España         | 16-15        | 16/11/13     | Montevideo, Uruguay        | Ventana IRB         | Estadio Charrúa                | Pablo Lemoine      |              |
| 34           | Estados Unidos | 27-27        | 22/03/14     | Montevideo, Uruguay        | QRWC 2015           | Estadio Charrúa                | Pablo Lemoine      |              |
| 35           | Estados Unidos | 13-32        | 29/03/14     | Atlanta, Estados Unidos    | QRWC 2015           | Fifth Third Bank Stadium       | Pablo Lemoine      |              |
| 36           | Chile          | 55-13        | 10/05/14     | Montevideo, Uruguay        | Sudamericano        | Estadio Charrúa                | Pablo Lemoine      |              |
| 37           | Rumania        | 16-34        | 13/06/14     | Bucarest, Rumania          | Nations Cup         | Arcul de Triumf                | Pablo Lemoine      |              |
| 38           | Rusia          | 13-6         | 22/06/14     | Bucarest, Rumania          | Nations Cup         | Arcul de Triumf                | Pablo Lemoine      |              |
| 39           | Hong Kong      | 28-3         | 02/08/14     | Montevideo, Uruguay        | QRWC 2015           | Estadio Charrúa                | Pablo Lemoine      |              |
| 40           | Rusia          | 21-22        | 27/09/14     | Krasnoyarsk, Rusia         | QRWC 2015           | Estadio central de Krasnoyarsk | Pablo Lemoine      |              |
| 41           | Rusia          | 36-27        | 11/10/14     | Montevideo, Uruguay        | QRWC 2015           | Estadio Charrúa                | Pablo Lemoine      |              |
| 42           | Brasil         | 48-9         | 18/04/15     | Montevideo, Uruguay        | Sudamericano        | Estadio Charrúa                | Pablo Lemoine      |              |
| 43           | Estados Unidos | 3-13         | 23/04/15     | Montevideo, Uruguay        | Ventana World Rugby | Old Christians Club            | Pablo Lemoine      |              |
| 44           | Chile          | 15-30        | 09/05/15     | Santiago, Chile            | Sudamericano        | CARR de la Reina               | Pablo Lemoine      |              |
| 45           | Fiyi           | 22-30        | 23/05/15     | Montevideo, Uruguay        | Ventana World Rugby | Estadio Charrúa                | Pablo Lemoine      |              |
| 46           | Fiyi           | 22-42        | 31/05/15     | Montevideo, Uruguay        | Ventana World Rugby | Estadio Charrúa                | Pablo Lemoine      |              |
| 47           | Georgia        | 10-19        | 13/06/15     | Tbilisi, Georgia           | Tibilisi Cup        | Avchala Stadium                | Pablo Lemoine      |              |
| 48           | Irlanda        | 7-33         | 17/06/15     | Tbilisi, Georgia           | Tibilisi Cup        | Avchala Stadium                | Pablo Lemoine      |              |
| 49           | Italia         | 13-23        | 21/06/15     | Tbilisi, Georgia           | Tibilisi Cup        | Avchala Stadium                | Pablo Lemoine      |              |
| 50           | Argentina      | 30-26        | 01/08/15     | Montevideo, Uruguay        | Ventana World Rugby | Estadio Charrúa                | Pablo Lemoine      |              |
| 51           | Japón          | 8-30         | 22/08/15     | Fukuoka, Japón             | Ventana World Rugby | Estadio Level-5                | Pablo Lemoine      |              |
| 52           | Japón          | 0-40         | 29/08/15     | Tokio, Japón               | Ventana World Rugby | Chichibunomiya Rugby Stadium   | Pablo Lemoine      |              |
| 53           | Gales          | 9-54         | 20/09/15     | Cardiff, Gales             | RWC 2015            | Millennium Stadium             | Pablo Lemoine      |              |
| 54           | Fiyi           | 15-47        | 06/10/15     | Milton Keynes, Inglaterra  | RWC 2015            | MK Stadium                     | Pablo Lemoine      |              |
| 55           | Inglaterra     | 3-60         | 10/10/15     | Mánchester, Inglaterra     | RWC 2015            | Manchester City Stadium        | Pablo Lemoine      |              |

(-) Partido disputado con el seleccionado continental sudamericano. No cuenta como test-match.